# Matokit
Matokit (łac. Monte Acutum) – najbardziej na południe wysunięty grzbiet Vrgorsko gorje w Chorwacji (Góry Dynarskie), na północny zachód od Vrgoraca i na wschód od Pivčevo polja.

## Charakterystyka
Grzbiet ma długość około 8,5 km i strome zbocza. Rozciąga się na kierunku północno-wschodnim, a na zachodzie równolegle do wyższego łańcucha przybrzeżnego Biokova, od którego oddziela go dolina wsi Ravča i Rašćane. Na południu Matokit oddzielony jest od Adriatyku grzbietem przybrzeżnym Rilić ze szczytem Susvid (1155 m n.p.m.), natomiast na wschodzie doliną Neretwy i Vrgorskim poljem. Najwyższym szczytem grzbietu jest Sveti rok (1062 m n.p.m.) z pozostałościami kaplicy św. Rocha i dookolnym widokiem na Góry Dynarskie. Na wierzchołku Svetigo roku usypany jest stos kamieni. Około 20 metrów poniżej szczytu istnieje napis na skale z informacją o wysokości i wbity metalowy stemplel.

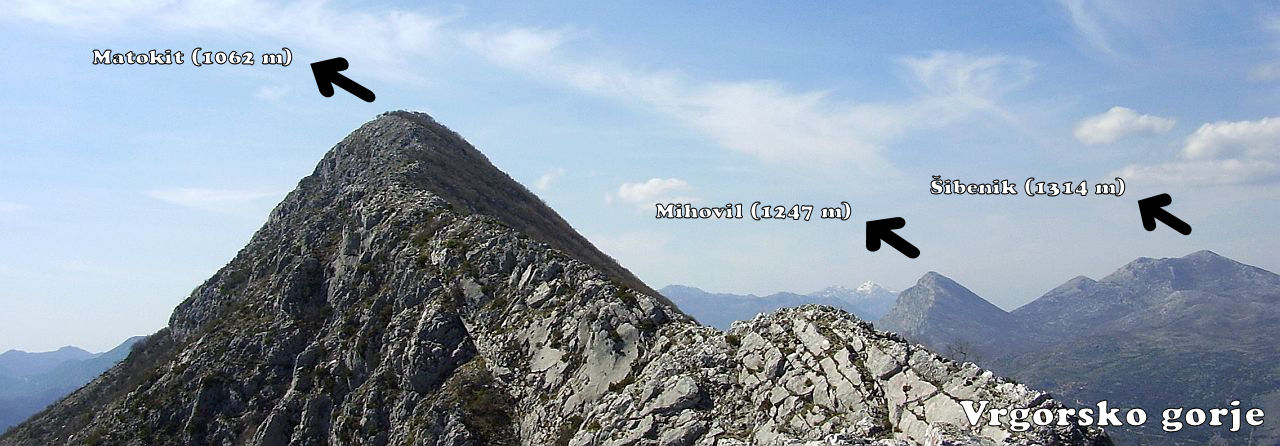
Widok od południowego wschodu

## Nazwa
Łacińska nazwa grzbietu (Monte Acutum), oznacza w tłumaczeniu Ostra Góra, co opisuje charakter i budowę formacji, wystającej z okolicznych pól ostrym grzbietem.

## Przyroda
Północne zbocza są łagodniejsze i w większości porośnięte lasami grądowymi z dużym udziałem chmielograbu europejskiego. W latach 2010–2015 przebadano lokalną florę naczyniową i znaleziono łącznie 604 taksony roślin naczyniowych należących do 86 rodzin i 337 rodzajów. Obszar Matokitu nigdy wcześniej nie był badany i były to pierwsze tak szczegółowe dane florystyczne dotyczące tutejszych muraw w różnych stadiach sukcesji. Dominującymi rodzinami były rośliny strączkowe (9,9%), wiechlinowate (9,1%), stokrotki (7,4%) i mięty (6,8%). Analiza form życia wskazuje na dominację hemikryptofitów (39,9%) i terofitów (26,2%), co wskazuje na duży wpływ klimatu śródziemnomorskiego. Na całym badanym obszarze odnotowano łącznie 36 taksonów roślin zagrożonych i 17 inwazyjnych. Endemiczne są 32 taksony roślin (26 endemicznych w szerszym znaczeniu i 6 stenoendemicznych). Stwierdzono występowanie niektórych bardzo rzadkich endemitów (rzeżucha Cardamine fialae oraz pszonak Erysimum croaticum). Północne stoki są najbardziej wysuniętymi na południe punktami dla niektórych roślin: chabru pannońskiego, skalnicy okrągłolistnej i Myrrhoides nodosa. Widoczne jest tutaj zmniejszenie powierzchni muraw naskalnych w wyniku silnej emigracji ludzkiej, gwałtownego zaprzestania rolnictwa i hodowli zwierząt, ponownego zalesiania terenów sosną alepską oraz długotrwałej sukcesji jałowca kolczastego. Taka utrata siedlisk murawowych prowadzi do zagrożenia niektórych chronionych i endemicznych gatunków roślin, przy jednoczesnym porzuceniu siedlisk rolniczych wokół miasta Vrgorac.

## Turystyka
Na szczyt prowadzi czerwony szlak pieszy z Vrgoraca.